# (10884) Tsuboimasaki
(10884) Tsuboimasaki est un astéroïde de la ceinture principale.

## Description
(10884) Tsuboimasaki est un astéroïde de la ceinture principale. Il fut découvert le 7 novembre 1996 à Kitami par Kin Endate et Kazuro Watanabe. Il présente une orbite caractérisée par un demi-grand axe de 2,62 UA, une excentricité de 0,12 et une inclinaison de 4,1° par rapport à l'écliptique.

## Compléments